# Audicom
 (janvier 2024).

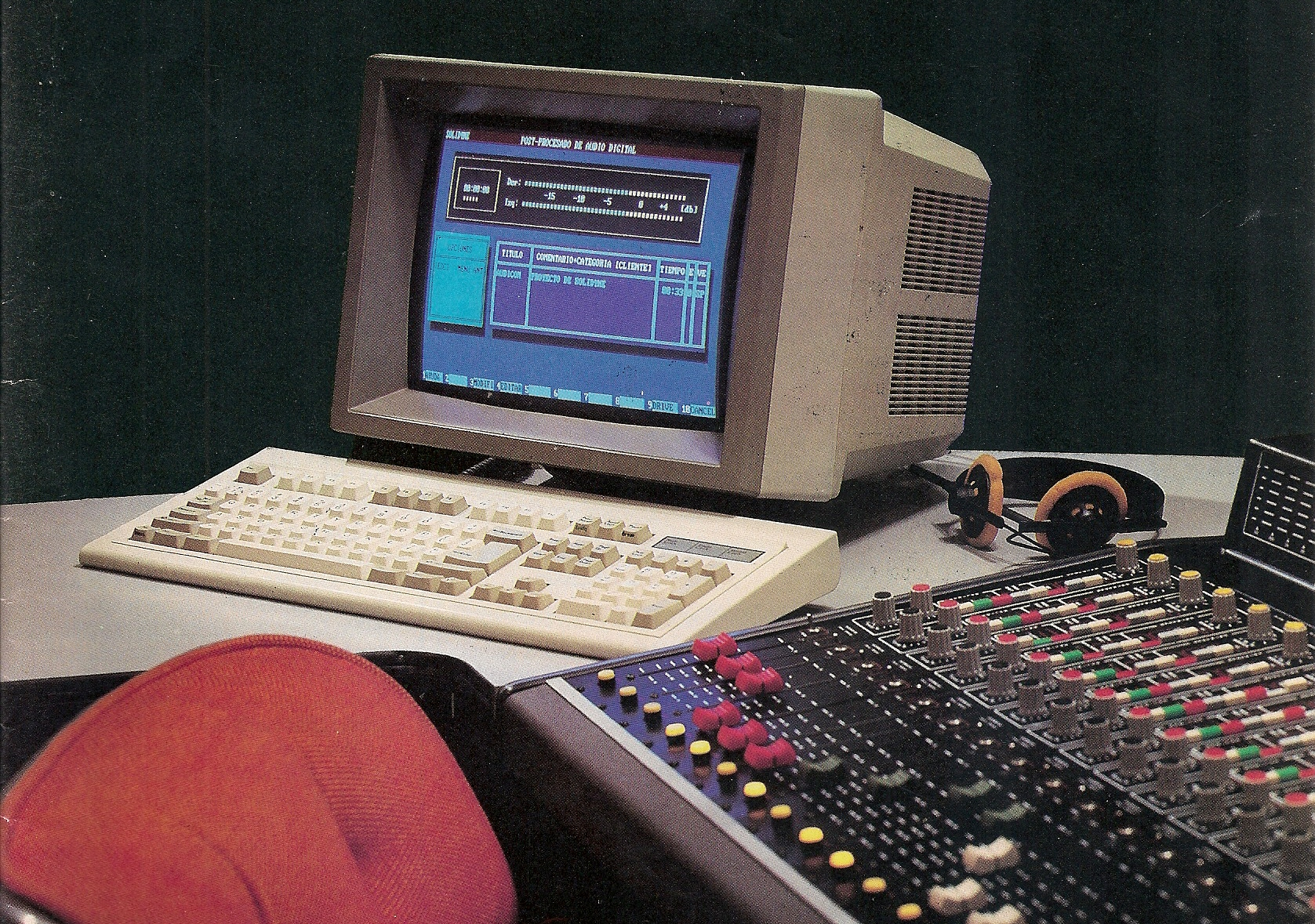
Audicom en 1989.

Audicom est le premier système au monde à enregistrer et à lire des données audio à partir d'un ordinateur PC, inaugurant en 1988 l'ère de l'enregistrement numérique qui allait surpasser les enregistreurs à bande magnétique et à cassette utilisés pendant un demi-siècle.

## Histoire
La technologie Audicom est créée en Argentine par un groupe d'ingénieurs dirigé par Oscar Bonello, professeur à l'université de Buenos Aires, qui commence alors à développer l'idée de l'enregistrement numérique sur disque dur en 1984. Cette invention changera la façon d'enregistrer et lire ou écouter le son en streaming. Audicom nécessite la création d'une technologie de compression de données capable de réduire la taille des fichiers audio numériques. Cette technologie, créée par Bonello et son équipe, s'appelle désormais le codage perceptuel et est à la base de tous les systèmes utilisés dans le monde. Fort de son expérience dans le domaine de la psychoacoustique, il considère que la solution pour réduire les données numériques serait de ne transmettre qu'une petite fraction des données, choisie de telle sorte que le masquage des bandes critiques dans l'oreille empêche de remarquer l'absence d'informations manquantes. Il s'agit d'une propriété de l'oreille humaine, connue depuis de nombreuses années mais sans application pratique, qui est utilisée pour la première fois dans ce domaine. Cette idée devient le précurseur d'autres formes de compression apparues plus tard, telles que MP3, AAC, Opus, etc.. qui reposent exactement sur le même principe de psychoacoustique. Il a également fallu inventer la première carte audio au monde capable d'enregistrer et de reproduire fidèlement le son dans la plage de 20 à 20 000 hz.
L'équipe de développement comprend plusieurs ingénieurs, dont Ricardo Sidoti et Elio Demaria, qui ont développé cette technologie, y compris la programmation des portes logiques programmables intégrées. Sebastián Ledesma, auteur de toutes les versions modernes d'Audicom 5 et suivantes, rejoint le groupe. C'est lui qui, au moyen d'algorithmes d'intelligence artificielle, réalise la technologie proposée par Bonello d'un système d'assemblage de blocs musicaux AutoDJ qui fonctionne avec la perfection du meilleur DJ mais crée également des blocs de temps exacts, ce qui était auparavant impossible dans le domaine de la radiodiffusion.
Cette invention est immédiatement appliquée dans les stations de radio, les sound systems, les studios d'enregistrement et les spectacles, ce qui a eu des répercussions immédiates dans le domaine de l'ingénierie audio et même dans les médias,.
Le développement est réalisé par Solidyne, une entreprise privée, qui prendra en charge les coûts de ce projet pendant 5 ans. Mais l'entreprise réalisera que cette invention était trop importante pour que des millions de personnes puissent l'utiliser librement et décidera de ne pas demander de brevets.